# 林瀚

林 瀚（リン・カン、英文表記：Lin　Han、1985年1月24日 - ））は台湾（中華民国）台北市出身の野球選手(内野手)。右投げ右打ち。現在は社会人野球の合作金庫銀行に所属。

## 経歴
輔仁大学野球部から、合作金庫銀行の野球部へ入った。
2008年は中信ホエールズに加入したが、兵役などもあり一軍では出場していない。
2009年からは再び合作金庫銀行の野球部でプレーしている。

## 代表歴
- 2001年 WBSC U-15ワールドカップ
- 2006年 世界大学野球選手権大会
- 2006年 ハーレムベースボールウィーク
- 2007年 ワールドポート・トーナメント
- 2009年 ワールドポート・トーナメント
- 2009年 第2回ワールド・ベースボール・クラシック
- 2013年 第3回ワールド・ベースボール・クラシック[1]
- 2014年 アジア競技大会

## 参考
1. ↑  第3回ワールド・ベースボール・クラシック台湾代表メンバー